# Schlacht von Tourtour
Die Schlacht von Tourtour aus dem Jahr 973 brachte den entscheidenden Sieg des Grafen Wilhelm I. von Provence über die Sarazenen. Die Sarazenen wurden durch ihre Niederlage endgültig aus Südfrankreich vertrieben, und Wilhelm I. erwarb sich durch seinen Sieg den Beinamen der Befreier und den Titel eines Pater patriae.

## Vorgeschichte
Seit mehreren Jahrzehnten hielten die Sarazenen mehrere Festungen in der Provence besetzt, darunter vor allem Fraxinetum, die Burg oberhalb des heutigen La Garde-Freinet. Sie bedienten sich dieser Festungen als Basis für ihre regelmäßigen Raubzüge durch das Land, bei denen sie auch Menschen entführten, um sie in die Sklaverei zu verkaufen. Nach anfänglichem Widerstand standen die provenzalischen Herren dem Geschehen bald passiv gegenüber.
Anfang 973 jedoch machten die Sarazenen einen Fehler. Sie entführten Maiolus, den aus Valensole gebürtigen Abt von Cluny, in der Hoffnung, dass die Provenzalen für seine Freilassung ein hohes Lösegeld zahlen würden, und brachten ihn an einen sicheren Ort. Die Mönche der Provence brachten die geforderte Summe zusammen, und Maiolus wurde freigelassen.
Nach der Freilassung jedoch wiegelten die Mönche die Bevölkerung gegen die Sarazenen auf, die sich an Graf Wilhelm wandte und ihn aufforderte, dafür zu sorgen, dass die Sarazenen endgültig aus der Provence vertrieben würden. Wilhelm stellte eine Armee auf, die nicht nur aus Provenzalen bestand, sondern auch Kämpfer aus Nizza und der Bas-Dauphiné umfasste.

## Die Entscheidung
Im Wissen, dass Fraxinetum die zentrale Basis der Sarazenen war, richtete Wilhelm seine Offensive gegen diesen Ort mit der einfachen Strategie, seine ganze Kraft dort zu entfalten, wo der Gegner am stärksten war, um im Erfolgsfall die Widerstandskraft der Muslime vollständig zu brechen.
Diese wiederum verließen ihre Festung, um sich dem Gegner auf freiem Feld zu stellen, ohne ihre Burg deswegen ohne sicheren Schutz zu lassen. Fünf kleinere Gefechte fanden in den provenzalischen Alpen statt, bei Embrun, Gap, Riez, Ampus und Cabasse, die die Sarazenen alle verloren. Sie sammelten ihre Kräfte bei Tourtour, wo sie von Wilhelm in einem sechsten Treffen erneut geschlagen wurden. Die Muslime zogen sich daraufhin nach Fraxinetum zurück.
Nachdem Wilhelm seinen Soldaten ein wenig Ruhe gegönnt hatte, ließ er Fraxinetum angreifen. Die Streitkräfte der Herren von Levens, Aspremont, Gilette und Beuil sowie der Stadt Sospel, alle aus dem heutigen Département Alpes-Maritimes, wurden in den Kampf geschickt. Sie erreichten die Höhe von Garde-Freinet, wodurch die Sarazenen isoliert und abgeschnitten waren, und griffen die Verschanzung von Fraxinetum an. Sie vertrieben die Sarazenen und konnten sich danach der ganzen Festung bemächtigen. Die Sarazenen flohen in einen benachbarten Wald, wo sie aber von den nachsetzenden Provenzalen aufgespürt, getötet oder gefangen genommen wurden. Die Festung wurde geschleift, die überlebenden Muslime getauft oder versklavt.